# Kostel Narození svatého Jana Křtitele (Lukov)
Kostel Narození svatého Jana Křtitele (jinde také Kostel svatého Jana Křitele) je farní kostel římskokatolické farnosti Lukov u Moravských Budějovic. Kostel se nachází ve středu východní části obce Lukov. Kostel je gotickou stavbou, která byla počátkem 18. století přestavěna v barokním slohu. Kostel je jednolodní stavbou s polygonálním závěrem, sakristií na severní straně kostela, součástí kostela je hranolová věž na západní straně kostela. Okolo kostela stojí původně hraniční hřbitovní zeď, hřbitov u kostela byl do roku 1840. Součástí kostela je hlavní oltář z roku 1909, ke kostelu přísluší křížová cesta, která byla vytvořena Jindřichem Zdobnickým. Kostel je chráněn jako kulturní památka České republiky.

## Historie
Kostel byl postaven v gotickém slohu v době před 15. stoletím, osada Lukov měla mít kostel již v 13. století. Již v roce 1235 patřily obec i kostel klášteru Porta coeli cisterciáků v Předklášteří. Kostel pak byl v 15. století přestavěn. V roce 1593 byl kostel prodán Zdeňkovi IV. Brtnickému z Valdštejna. V roce 1638 se lukovská farnost stala součástí farnosti Moravské Budějovice a až v roce 1663 se farnost opět vrátila do Lukova, později byl Lukov zakoupen panstvím Jaroměřickým a tak patronát spadl pod Jaroměřice.
Posléze byl upraven ještě v roce 1716 a 1727. Na konci 18. století (zřejmě v roce 1775) byl kostel rekonstruován, byla vyzděna klenba a přistavěna nová hudební kruchta. Věž byla postavena z podnětu Dominika Ondřeje Kaunice v roce 1804, kostel však v roce 1814 vyhořel, shořela i věž a již nebyla v původní podobě obnovena. Obnovena pak byla až v roce 1904, kdy byla navýšena o jedno patro až do celkové výšky 32 metrů a kostel tak získal dnešní podobu. Stejně tak byla kostelu vestavěna nová dlažba a kostel byl opraven. V roce 2007 byl opraven kostel, byl rekonstruován interiér kostela, kostel byl odvlhčen, byly opraveny vnitřní omítky a výmalby. Současně také byla upravena věž, byla rekonstruována střecha. V roce 2009 byl kostel rekonstruován.
Na věži byly pověšeny zvony, první z nich byl pořízen v roce 1600, druhý v roce 1705 a třetí byl vysvěcen v roce 1969.